# Single track

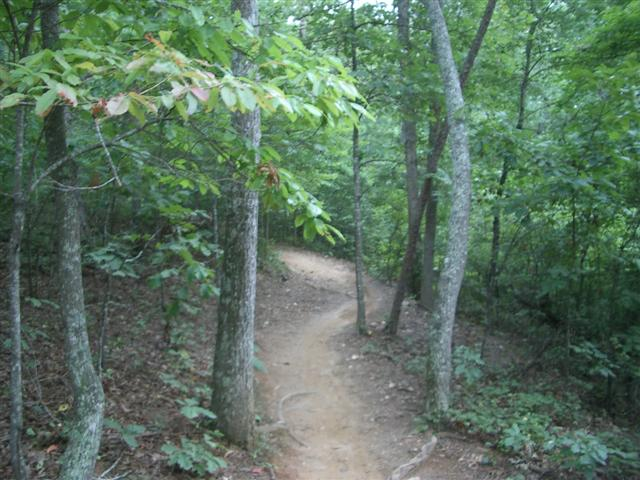
Single track cross country w pobliżu Woodstock, GA.

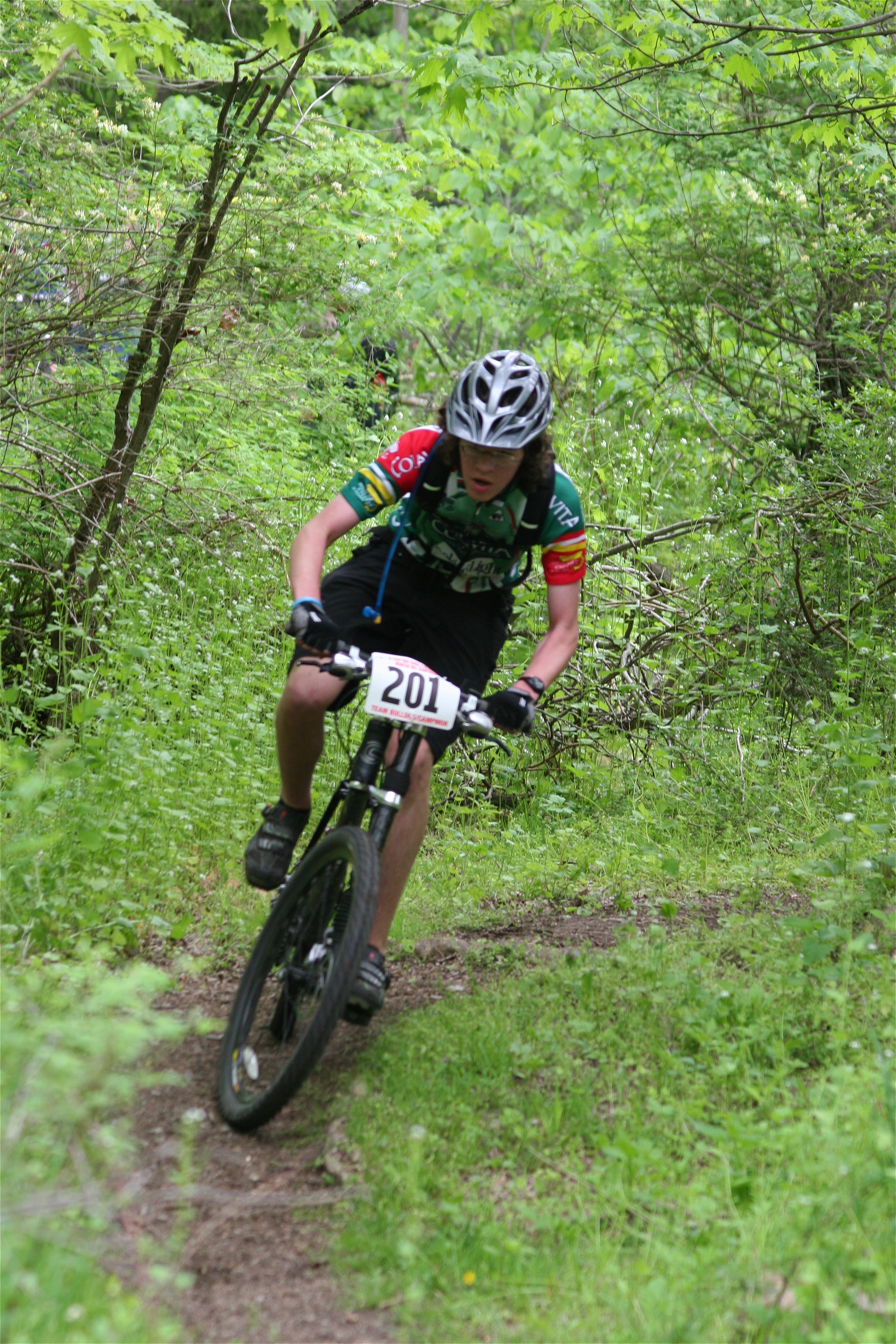
Rowerzysta cross-country na single tracku podczas wyścigu

Single track lub singletrack – wąska dróżka, ścieżka (kolarstwo górskie) która ma szerokość w przybliżeniu odpowiadającą rowerowi. 
Jest przeciwieństwem double-tracka, który zdolny jest zmieścić czterokołowe pojazdy typu off-road. Często jest gładki, szybki, ale może też zawierać techniczne sekcje zawierające kamienie i wystające korzenie. Jazda na single-trackach może być trudna z technicznego punktu widzenia.